# The Storr
The Storr är ett berg i Storbritannien.   Det ligger i kommunen Highland och nationen Skottland, i den nordvästra delen av landet, 800 km nordväst om huvudstaden London. Toppen på The Storr är 719 meter över havet. The Storr ligger på ön Isle of Skye.
Terrängen runt The Storr är huvudsakligen kuperad, men österut är den platt. Havet är nära The Storr österut. The Storr är den högsta punkten i trakten. Trakten runt The Storr består i huvudsak av gräsmarker.